# Спасские мосты
Спа́сские мосты — комплекс из двух автодорожных мостов через Москву-реку, на 67 км МКАД, возле бывшего села Спас. Первый Спасский мост, построенный в 1962 году, пропускает внутренний поток движения МКАД, второй мост постройки 1997 года — внешний поток.

## Первый Спасский мост
Открыт в 1962. Инженер В. Д. Васильев, архитектор К. П. Савельев.
Длина моста 203,9 м, ширина 24 м. Мост арочный, трёхпролётный. Судоходный пролёт — средний, его ширина 90 м, ширина судоходной полосы 60 м. Высота пролёта в пределах судоходной полосы 10 м.

## Второй Спасский мост
В 1997 году при реконструкции МКАД, на расстоянии в 40 м выше по течению реки от оси первого моста, был построен отдельный мост для встречного движения.